# Zuhra ibn al-Ḥawiyya al-Tamīmī
Zuhra ibn al-Ḥawiyya b. ʿAbd Allāh b. Qatāda al-Tamīmī al-Saʿdī (in arabo زهرة بن الحوية التميمي‎?; ... – 637) è stato un generale arabo e anche un  Sahaba.
Arabo dei Banū Tamīm, Zuhra fu un generale musulmano tra i più intrepidi. Partecipò alle guerre contro l'Impero sasanide e comandò l'avanguardia dell'esercito califfale che portò all'assedio e alla caduta della capitale sasanide di Ctesifonte.
Le prime notizie dei cronisti arabi ricordano che Zuhra fu inviato da Maometto dal capo della branca dei Dārim dei Tamīm, noto con l'altisonante appellativo di "Signore di Hajar" (Ṣāḥib Hajar) o "re di Hajar" (Malik Hajar), al-Mundhir b. Sāwā, che aveva deciso di abbracciare l'islam e di evitare rappresaglie sulla sua gente.
Zuhra abbracciò la fede predicata da Maometto e, all'epoca del secondo califfo ʿUmar b. al-Khaṭṭāb, partecipò alla battaglia di al-Qādisiyya, dove comandava le unità del centro-destra dello schieramento arabo, illustrandosi con l'uccisione di Galenos, comandante della cavalleria.
Trasferitosi a Kufa, fu il punto di riferimento dei 4.000 schiavi persiani daylamiti, chiamati "Ḥamrāʾ" (Rossi), che s'erano convertiti grazie alle favorevoli condizioni proposte loro da Saʿd b. Abī Waqqāṣ, e che s'allearono con le tribù arabe dei Banū Iyād, dei B. ʿAkk e dei B. ʿAbd al-Qays, dei quali ultimi faceva parte anche Zuhra.
Guidò infine nell'attuale Iraq una parte delle forze militari califfali contro i Sasanidi, partecipando attivamente all'assedio di Ctesifonte dove morì venendo colpito da una freccia nemica.